# Saison 1984-1985 du Stade quimpérois
Maillots
Chronologie
Saison précédente Saison suivante
La saison 1984-1985 du Stade Quimpérois débute le 11 août 1984 avec la première journée du Championnat de France de Division 2 (Groupe A), pour se terminer le 10 mai 1985.
Le Stade Quimpérois est également engagé en Coupe de France où il atteint les 32e de finale (éliminé par le Pau FC).

## Résumé de la saison

### Début de saison très compliquée
Pour la deuxième saison professionnelle du Stade Quimpérois en Division 2, le club a pour objectif le maintien obtenu la saison dernière après une saison très compliquée grâce à une meilleure différence de buts, finalement à la suite d'un refus de montée d'une équipe de D3, le maintien du club était acté bien avant. Le début de saison du club est compliquée, en effet le club ne remporte son premier match qu'au bout de la 8e journée et est au bord de la relégation étant classé entre la 12ème et la 15ème place entre la 2ème et la 10ème journée. La suite de la saison est pire, malgré cette période compliquée, le club arrive à se qualifier pour les 32ème de finale de la Coupe de France en battant Questembert et CPB Rennes.

### Excellente seconde partie de saison
Finissant sa première partie de saison médiocre par une troisième victoire, le club repart de l'avant et dès lors, l'équipe remporte bien plus de matchs, après une victoire et un nul, elle est éliminée par le Pau FC en 32ème de finale de Coupe de France. Après cette élimination, l'équipe remporte 7 de ses 9 prochains matchs mais malgré cette série de victoires, elle ne monte pas dans le classement et reste à la dixième place. L'équipe termine sa saison par deux matchs nuls et au classement elle atteint la neuvième place.

## L'effectif de la saison
| Poste | Nat. | Nom                  | Naissance        | Sélection  | Championnat | Championnat | Coupe France | Coupe France | Total Saison | Total Saison |
| Poste | Nat. | Nom                  | Naissance        | Sélection  | M           | But inscrit | M            | But inscrit  | M            | But inscrit  |
| ----- | ---- | -------------------- | ---------------- | ---------- | ----------- | ----------- | ------------ | ------------ | ------------ | ------------ |
| G     | FRA  | Thierry Caby         | 1 avril 1963     | -          | 17          | 0           | 1            | 0            | 17           | 0            |
| G     | FRA  | Alain Wantz          | 11 mai 1962      | -          | 17          | 0           | 0            | 0            | 17           | 0            |
| D     | FRA  | Dominique Berthaud   | 12 février 1952  | -          | 25          | 0           | 0            | 0            | 25           | 0            |
| D     | FRA  | Gérard Déru          | 4 octobre 1951   | -          | 16          | 0           | 0            | 0            | 16           | 0            |
| D     | FRA  | Bernard Kilo         | 5 mars 1958      | -          | 13          | 1           | 0            | 0            | 13           | 1            |
| D     | FRA  | Robert Houstiou      | 29 décembre 1959 | -          | 4           | 0           | 0            | 0            | 4            | 0            |
| D     | FRA  | Bruno Creignou       | 19 août 1958     | -          | 19          | 0           | 0            | 0            | 19           | 0            |
| D     | FRA  | Alain Garraud        | 4 août 1961      | -          | 32          | 0           | 0            | 0            | 32           | 0            |
| M     | FRA  | Christian Pesin      | 7 mars 1957      | -          | 30          | 3           | 0            | 0            | 30           | 3            |
| M     | SEN  | Christophe Sagna     | 5 mai 1954       | Sénégal    | 24          | 5           | 0            | 0            | 24           | 5            |
| M     | FRA  | Luc Barraud          | 4 octobre 1951   | -          | 19          | 1           | 0            | 0            | 19           | 1            |
| M     | FRA  | Claude Taruffi       | 30 avril 1959    | -          | 29          | 3           | 0            | 0            | 29           | 3            |
| M     | FRA  | Didier Le Borgne     | 5 juin 1956      | -          | 23          | 2           | 0            | 0            | 23           | 2            |
| M     | FRA  | Jean-Paul Thomas     | 31 août 1953     | -          | 0           | 0           | 0            | 0            | 0            | 0            |
| A     | LUX  | Robby Langers        | 1er août 1960    | Luxembourg | 27          | 10          | 0            | 0            | 27           | 10           |
| A     | FRA  | Jean Pierre Sallat   | 21 avril 1955    | -          | 19          | 2           | 0            | 0            | 19           | 2            |
| A     | FRA  | Pascal Toullec       | 27 mai 1956      | -          | 12          | 0           | 0            | 0            | 12           | 0            |
| A     | POL  | Wroziemiers Lubanski | 28 août 1947     | -          | 21          | 7           | 0            | 0            | 21           | 7            |
| A     | FRA  | Patrick Martet       | 29 avril 1955    | -          | 8           | 4           | 0            | 0            | 8            | 4            |
| A     | FRA  | Patrick Toulhouat    | 22 août 1958     | -          | 0           | 0           | 0            | 0            | 0            | 0            |
| A     | FRA  | Pascal Laguiller     | 30 janvier 1968  | -          | 2           | 1           | 0            | 0            | 2            | 1            |

## Les rencontres de la saison

### Liste
| Match | Date         | Compétition       | Tour          | Adversaire       | Lieu ¹ | Score | Affluence |
| ----- | ------------ | ----------------- | ------------- | ---------------- | ------ | ----- | --------- |
| 1     | 6 juillet    | Coupe de la Ligue | 1             | Guingamp         | E      | 0-4   | 1 500     |
| 2     | 10 juillet   | Coupe de la Ligue | 2             | La Roche-sur-Yon | D      | 0-1   | 600       |
| 3     | 13 juillet   | Coupe de la Ligue | 3             | Angers           | D      | 2-0   | 438       |
| 4     | 11 août      | Division 2        | 1             | Stade Français   | D      | 0-0   | 2 336     |
| 5     | 18 août      | Division 2        | 2             | Caen             | E      | 2-4   | 2 848     |
| 6     | 25 août      | Division 2        | 3             | Le Havre         | D      | 0-0   | 2 593     |
| 7     | 1 septembre  | Division 2        | 4             | Angers           | E      | 1-1   | 3 880     |
| 8     | 7 septembre  | Division 2        | 5             | Rennes           | D      | 0-3   | 5 427     |
| 9     | 15 septembre | Division 2        | 6             | Sedan            | E      | 2-2   | 4 289     |
| 10    | 22 septembre | Division 2        | 7             | Châteauroux      | D      | 1-3   | 1 525     |
| 11    | 29 septembre | Division 2        | 8             | Amiens           | E      | 2-0   | 3 225     |
| 12    | 6 octobre    | Division 2        | 9             | Orléans          | D      | 2-2   | 2 021     |
| 13    | 12 octobre   | Division 2        | 10            | Mulhouse         | E      | 0-4   | 5 611     |
| 14    | 20 octobre   | Division 2        | 11            | Valenciennes     | D      | 0-0   | 1 462     |
| 15    | 27 octobre   | Division 2        | 12            | Reims            | D      | 5-0   | 1 555     |
| 16    | 3 novembre   | Division 2        | 13            | Dunkerque        | E      | 1-2   | 1 581     |
| 17    | 11 novembre  | Division 2        | 14            | Guingamp         | D      | 1-1   | 7 349     |
| 18    | 17 novembre  | Division 2        | 15            | Abbeville        | E      | 1-2   | 2 383     |
| 19    | 24 novembre  | Division 2        | 16            | Red Star         | D      | 0-0   | 1 453     |
| 20    | 1er décembre | Division 2        | 17            | Besançon         | E      | 1-0   | 1 570     |
| 21    | 8 décembre   | Division 2        | 18            | Le Havre         | E      | 0-2   | 5 500     |
| 22    | 15 décembre  | Division 2        | 19            | Caen             | D      | 1-0   | 1 130     |
| 23    | 22 décembre  | Coupe de France   | 7e tour       | Questembert      | E      | 4-2   | -         |
| 24    | 12 janvier   | Coupe de France   | 8e tour       | CPB Rennes       | E      | 2-0   | -         |
| 25    | 25 janvier   | Division 2        | 20            | Rennes           | E      | 1-5   | 3 065     |
| 26    | 2 février    | Division 2        | 21            | Sedan            | D      | 1-0   | 1 046     |
| 27    | 9 février    | Coupe de France   | 32e de finale | Pau              | N      | 0-1   | 2 802     |
| 28    | 23 février   | Division 2        | 23            | Amiens           | D      | 4-0   | 1 320     |
| 29    | 1er mars     | Division 2        | 24            | Orléans          | E      | 1-0   | 1 804     |
| 30    | 9 mars       | Division 2        | 25            | Mulhouse         | D      | 0-1   | 3 122     |
| 31    | 16 mars      | Division 2        | 26            | Valenciennes     | E      | 2-1   | 1 474     |
| 32    | 22 mars      | Division 2        | 27            | Angers           | D      | 3-0   | 1 408     |
| 33    | 29 mars      | Division 2        | 28            | Reims            | E      | 1-2   | 1 909     |
| 34    | 5 avril      | Division 2        | 29            | Dunkerque        | D      | 1-0   | 981       |
| 35    | 9 avril      | Division 2        | 22            | Châteauroux      | E      | 0-0   | 350       |
| 36    | 13 avril     | Division 2        | 30            | Guingamp         | E      | 1-0   | 2 483     |
| 37    | 20 avril     | Division 2        | 31            | Abbeville        | D      | 3-0   | 1 466     |
| 38    | 27 avril     | Division 2        | 32            | Red Star         | E      | 0-1   | 727       |
| 39    | 4 mai        | Division 2        | 33            | Besançon         | D      | 1-1   | 1 465     |
| 40    | 10 mai       | Division 2        | 34            | Stade Français   | E      | 2-2   | 200       |

- 1 N : terrain neutre ; D : à domicile ; E : à l'extérieur ; drapeau : pays du lieu du match international

### Affluence
L'affluence à domicile du Stade Quimpérois atteint un total :
- de 37 659 spectateurs en 17 rencontres de Division 2, soit une moyenne de 2 215/match.
- de 1 038 spectateurs en 2 rencontres de Coupe de la Ligue, soit une moyenne de 519/match.
- de 38 697 spectateurs en 19 rencontres au total, soit une moyenne de 2 036/match.

Affluence du Stade Quimpérois à domicile

## Bilan des compétitions
| Compétition     | Vainqueur final | Débute au tour | Place ou tour final | Première rencontre | Dernière rencontre | Nombre |
| --------------- | --------------- | -------------- | ------------------- | ------------------ | ------------------ | ------ |
| Division 2      | Le Havre AC     | 1re journée    | 9e du Groupe A      | 11 août 1984       | 10 mai 1985        | 34     |
| Coupe de France | AS Monaco       | 7e tour        | 32e de finale       | 22 décembre 1984   | 9 février 1985     | 3      |

### Division 2 - Groupe B

#### Classement
| Rang | Équipe       | Pts | J  | G  | N  | P  | Bp | Bc | Diff |
| ---- | ------------ | --- | -- | -- | -- | -- | -- | -- | ---- |
| 6    | Valenciennes | 40  | 34 | 15 | 10 | 9  | 46 | 36 | +10  |
| 7    | Besançon     | 36  | 34 | 12 | 12 | 10 | 47 | 36 | +11  |
| 8    | Sedan        | 36  | 34 | 12 | 12 | 10 | 36 | 36 | 0    |
| 9    | Quimper      | 33  | 34 | 11 | 11 | 12 | 40 | 43 | -3   |
| 10   | Red Star     | 33  | 34 | 12 | 9  | 13 | 32 | 37 | -5   |
| 11   | Caen         | 33  | 34 | 11 | 11 | 12 | 33 | 40 | -7   |
| 12   | Reims        | 32  | 34 | 10 | 12 | 12 | 31 | 44 | -13  |

#### Résultats
| Total  | Total  | Total | Total | Total | Total | Total | Total | Domicile | Domicile | Domicile | Domicile | Domicile | Domicile | Extérieur | Extérieur | Extérieur | Extérieur | Extérieur | Extérieur |
| Matchs | Points | V     | N     | D     | BP    | BC    | Diff. | V        | N        | D        | BP       | BC       | Diff.    | V         | N         | D         | BP        | BC        | Diff.     |
| ------ | ------ | ----- | ----- | ----- | ----- | ----- | ----- | -------- | -------- | -------- | -------- | -------- | -------- | --------- | --------- | --------- | --------- | --------- | --------- |
| 34     | 33     | 11    | 11    | 12    | 40    | 43    | -3    | 7        | 7        | 3        | 23       | 11       | +12      | 4         | 4         | 9         | 17        | 32        | -15       |

#### Résultats par journée
| Journée   | 01 | 02 | 03 | 04 | 05 | 06 | 07 | 08 | 09 | 10 | 11 | 12 | 13 | 14 | 15 | 16 | 17 | 18 | 19 | 20 | 21 | 22 | 23 | 24 | 25 | 26 | 27 | 28 | 29 | 30 | 31 | 32 | 33 | 34 |
| --------- | -- | -- | -- | -- | -- | -- | -- | -- | -- | -- | -- | -- | -- | -- | -- | -- | -- | -- | -- | -- | -- | -- | -- | -- | -- | -- | -- | -- | -- | -- | -- | -- | -- | -- |
| Terrain   | D  | E  | D  | E  | D  | E  | D  | E  | D  | E  | D  | D  | E  | D  | E  | D  | E  | E  | D  | E  | D  | E  | D  | E  | D  | E  | D  | E  | D  | E  | D  | E  | D  | E  |
| Résultats | N  | D  | N  | N  | D  | N  | D  | V  | N  | D  | N  | V  | D  | N  | D  | N  | D  | D  | V  | D  | V  | N  | V  | V  | D  | V  | V  | D  | V  | V  | V  | D  | N  | N  |
| Points    | 1  | 1  | 2  | 3  | 3  | 4  | 4  | 6  | 7  | 7  | 8  | 10 | 10 | 11 | 11 | 12 | 12 | 12 | 14 | 14 | 16 | 17 | 19 | 21 | 21 | 23 | 25 | 25 | 27 | 29 | 31 | 31 | 32 | 33 |
| Place     | 9  | 14 | 13 | 14 | 15 | 14 | 14 | 14 | 12 | 15 | 16 | 11 | 14 | 14 | 15 | 15 | 16 | 16 | 14 | 15 | 14 | 13 | 12 | 12 | 12 | 12 | 12 | 12 | 12 | 11 | 10 | 10 | 10 | 9  |

Source : Liste des rencontres

Terrain : D = Domicile ; E = Extérieur. Résultat: D = Défaite ; N = Nul ; V = Victoire.